# Балдыж (Орловская область)
Балдыж — село в Дмитровском районе Орловской области. Входит в состав Горбуновского сельского поселения.
Население — 92 человека (2010 год).

## География
Расположено в 4 км к юго-западу от Дмитровска на небольшом ручье, притоке Нессы. Высота над уровнем моря 216 м. Через село проходит автодорога 54К-9 «Кромы—Комаричи».

## История
Упоминается в летописях с 1147 года. Уже тогда здесь действовала церковь.
Балдыж упоминается в первой половине XVII века в списке селений Радогожского стана Комарицкой волости. С 1782 года в Дмитровском уезде. 
По данным 10-й ревизии 1858 года статскому советнику Николаю Петровичу Красовскому в Балдыже принадлежало 403 крестьянина и 66 дворовых мужского пола.
В 1861 году село становится административным центром Балдыжской волости. В 1877 году в Балдыже было 115 дворов, проживало 950 человек. К началу XX века Балдыжская волость была упразднена, село вошло в состав Домаховской волости.
В 1926 году в селе было 205 хозяйств (в т.ч. 200 крестьянского типа), проживало 1036 человек (485 мужского пола и 551 женского), действовали: школа 1-й ступени, пункт ликвидации неграмотности, государственное торговое заведение IV разряда, частное торговое заведение III разряда. В то время Балдыж входил в состав Алёшинского сельсовета Круглинской волости Дмитровского уезда.
С 1928 года в составе Дмитровского района. В 1937 году в Балдыже было 143 двора. Во время Великой Отечественной войны, с октября 1941 года по август 1943 года, находилось в зоне немецко-фашистской оккупации. По состоянию на 1945 год в селе действовал колхоз имени Розы Люксембург. 5 мая 1959 года Балдыж был передан из Алёшинского сельсовета в Горбуновский сельсовет.

## Храм Рождества Христова
Церковный приход в селе Балдыж был одним из первых на территории современного Дмитровского района. Упоминается вместе с селом с 1147 года. Во время нашествия Лжедмитрия II литовцы разграбили и сожгли храм. В 1639 году в селе была построена новая деревянная церковь, пятая по счёту, с начала существования прихода. В 1822 году вместо неё был построен каменный храм во имя Рождества Христова, приход которого состоял из села и соседней деревни Алешинки. 
В 1866 году причетником Христорождественского храма был назначен выпускник высшего отделения уездного училища Григорий Добрынин.
По состоянию на 1905 год при храме действовала церковно-приходская школа. В годы Великой Отечественной войны здание храма было разрушено. В Государственном архиве Орловской области хранится единственная уцелевшая метрическая книга Христорождественского храма — за 1892 год.

## Население
| 1853 | 1866 | 1877 | 1897  | 1926  | 1979 | 2002 |
| ---- | ---- | ---- | ----- | ----- | ---- | ---- |
| 1026 | ↘956 | ↘950 | ↗1182 | ↘1036 | ↘185 | ↘143 |
| 2010 |      |      |       |       |      |      |
| ↘92  |      |      |       |       |      |      |

## Исторические фамилии
Гудиловы, Карунские и другие.